# 스펙트럴 플럭스
스펙트럴 플럭스(Spectral Flux)는 신호의 스펙트럼이 얼마나 빠르게 변하는지를 측정한 양이다. 이것은 현재 프레임과 바로 전 프레임의 차이로부터 구할 수 있는데, 주로 각각의 스팩트럼을 우선 정규화 한 후 각각의 주파수 사이의 유클리드 거리를 구하는 방식으로 계산한다.

## 정의
스펙트럴 플럭스의 공식은
{\displaystyle H(x)={\frac {x+|x|}{2}}}를 충족할 때,
{\displaystyle SF(n)=\sum _{k=-{\frac {N}{2}}}^{{\frac {N}{2}}-1}H(|X(n,k)|-|X(n-1,k)|)}
로 나타낼 수 있다.

## 사용 분야
위의 공식에서 볼 수 있듯이 {\displaystyle H(x)}를 통해 스펙트럴 플럭스의 결과는 전 프레임과 비교하여 늘어난 에너지에 관한 정보만 포함하게 되므로, 악기의 한 음이 시작되는 순간(Onset)을 찾아 내는 목적으로 주로 쓰인다.